# Natura 2000-område nr. 2 Råbjerg Mile og Hulsig Hede
Natura 2000-område nr. 2 Råbjerg Mile og Hulsig Hede er en naturplan under det fælleseuropæiske Natura 2000-projekt. Planområdet Råbjerg Mile og Hulsig Hede, har et areal på 4.483 hektar, og er udpeget som EU-habitatområde, og fuglebeskyttelsesområde og det meste af området er fredet  .
Området strækker sig fra sydenen af Skagen Klitplantage mod syd, forbi Kandestederne, ned til Skiveren og Tversted Plantage mod sydvest. Det består af sammenhængende klitområder gående på tværs af Skagens Odde, med I den sydlige del af området ligger Råbjerg Mile, der er den største vandreklit i Nordeuropa. Her er også den særprægede afblæsningsflade, på områder Råbjerg Mile har passeret. Der er mange fugtige klitlavninger, næringsfattige søer, hvoraf flere er lobeliesøer, og mange forskellige klittyper. Området rummer også et værdifuldt fugleliv og en del sjældne rødlistede planter: kamillebladet månerude, otteradet ulvefod, pilledrager, vendsyssel-gøgeurt, fin bunke og nordisk øjentrøst; de fire sidste er også ansvarsarter. For fuglene er habitatområdet er betydningsfuldt for markpiber, og det er en af de få tilbageværende danske lokaliteter med ynglende tinksmed. Desuden yngler her trane og rødrygget tornskade. En lille bestand af den truede sommerfugl Hedepletvinge er genfundet.
Natura 2000-planen er vedtaget i 2011, hvorefter kommunalbestyrelserne
og Naturstyrelsen skal udarbejde bindende handleplaner, som skal sikre
gennemførelsen af planen.
Natura 2000-planen er koordineret med vandplan 1.1 Nordlige Kattegat, Skagerrak, for et område af Skagerrak nord for grenen, hvilket har ført til en udvidelse af Natura 2000-området i havet ned langs kysten, langs Tannis Bugt, til Hirtshals .
Natura 2000-området ligger i Frederikshavn Kommune

## Eksterne kilder og henvisninger
1. ↑  Hulsig Hede på Danmarks Naturfredningsforening
2. ↑  Råbjerg Mile på Danmarks Naturfredningsforening
3. ↑  Natura 2000-område nr. 1 p. 21 dødt link

- Kort over området
- "Naturplanen Natura 2000-område 2. 2022-27  Råbjerg Mile og Hulsig Hede" (PDF). mst.dk. Miljøstyrelsen. Arkiveret (PDF) fra originalen 26. marts 2024. Hentet 8. maj 2024.
- Miljøstyrelsen Nordjylland (november  2021). "Basisanalysen 2022-2027  Natura 2000-område 2.   Råbjerg Mile og Hulsig Hede" (PDF). mst.dk. Miljøstyrelsen. Arkiveret (PDF) fra originalen 26. marts 2024. Hentet 8. maj 2024.
- "Plandokumenter for Natura 2000-områderne i Jylland Nord  for perioden 2022-2027". mst.dk. Miljøstyrelsen. Arkiveret fra originalen 7. juni 2024. Hentet 7. juni 2024.